# 犬鳴山温泉
犬鳴山温泉（いぬなきやまおんせん）は、大阪府泉佐野市大木犬鳴にある温泉。かつて犬鳴温泉と呼ばれていた時期もある。
泉佐野市の山間部にあり、山乃湯という源泉の入浴場を中心に、現在は３軒の旅館が樫井川の上流の川沿いに並ぶ、大阪府内で唯一の温泉郷である。温泉のある山域は1300年あまり前に修験道場として開かれた山で、960年頃にあったとされる義犬伝説にちなんで犬鳴山と呼ばれるようになった。関西国際空港から近いことから、世界に最も近い温泉郷という触れ込みもある。戦後、温泉郷として開発されたが、南北朝時代に兵士が傷を癒やしたという伝説も伝わっている。

## 泉質
- ナトリウム - 炭酸水素塩泉（緊張性・弱アルカリ性・冷鉱泉）
- 純重曹泉
- 泉温 16 - 20度
- 効能 - リウマチ、神経痛、胃腸病、皮膚病、美肌作用

## アクセス
- バス
  - 南海本線泉佐野駅またはJR阪和線日根野駅から南海ウイングバス犬鳴山行きに乗車し約20分、終点下車。1時間に1便運行。
  - 和歌山バス那賀（粉河熊取線）でJR阪和線熊取駅から粉河駅前行き、JR和歌山線粉河駅から熊取駅前行きに乗車し犬鳴山停留所下車。1時間に1便運行。
- 自動車：大阪府道・和歌山県道62号泉佐野打田線（関西空港の南東、和歌山県との県境近く）